# Паляничинці
Паляни́чинці — стародавнє село в Україні, у Білоцерківському районі Київської області. Населення становить близько 692 осіб. Входить до складу Ковалівської сільської громади. 
Село розташоване на річці Кам'янка. Воно знаходиться на автотрасі Фастів-Біла Церква, має декілька своїх місцевих кутків (Загребелля, Бугаївка тощо). На захід від села, з іншого боку Кам'янки, розташоване село Кищинці, на північний захід — село Червоне, на південний схід — межує з селом Ковалівка.

## Історія села
Назва села, за переказами, має малоймовірне походження від козака Паляниці, що оселився тут у часи Семена Палія. Хоча згадки про село (як хутір) є у 1622 і 1637 роках. За польською люстрацією 1622 року — це хутір Паленичинці Білоцерківського староства.
Раніше у селі були церква і школа. Церква у 18 столітті мала назву Св. Михаїла, але вже після 1875 року парафія почала носити назву Казанської Ікони Божої Матері. Метричні книги, клірові відомості, сповідні розписи церков св. Михаїла, Казанської Ікони Божої Матері с. Паляничинці (приписні с.* Кищинці з ц.Пресвятої Трійці, с.* Червоне) Ковалівської волості Васильківського пов. Київської губ. зберігаються в ЦДІАК України. http://cdiak.archives.gov.ua/baza_geog_pok/church/pali_002.xml
У 1929–1930 роках село пережило непростий процес суцільної колективізації, тобто примусового створення колгоспів. Не обійшли село голодоморні роки і масові репресії 1930-х років, коли село втратило багато своїх односельчан. 
Під час війни у 1941-1943 роках в селі діяли церква, школа, підпілля ОУН. Церкву було зруйновано у 1943 році при відвоюванні села від німців окупаційною Червоною Армією. У 1943 р. село відвойовували декілька разів і знову залишали німцям. І тільки з 2 січня 1944 року село остаточно повернулося під радянську владу. Зразу були відновлені три колишні довоєнні колгоспи ім. Дзержинського, ім. Жовтневої Революції і ім. 20-річчя Жовтня.
Також після війни у 1946 році сусідній з селом хутір Халаїмів перейменували у х. Палянички. Швидше за все, це є даниною давній наявності у цій місцевості пекарів, які пекли добрі паляниці. Наприкінці 1950 року паляничинські колгоспи одними з найперших були об'єднані в один укрупнений колгосп ім. Дзержинського. 

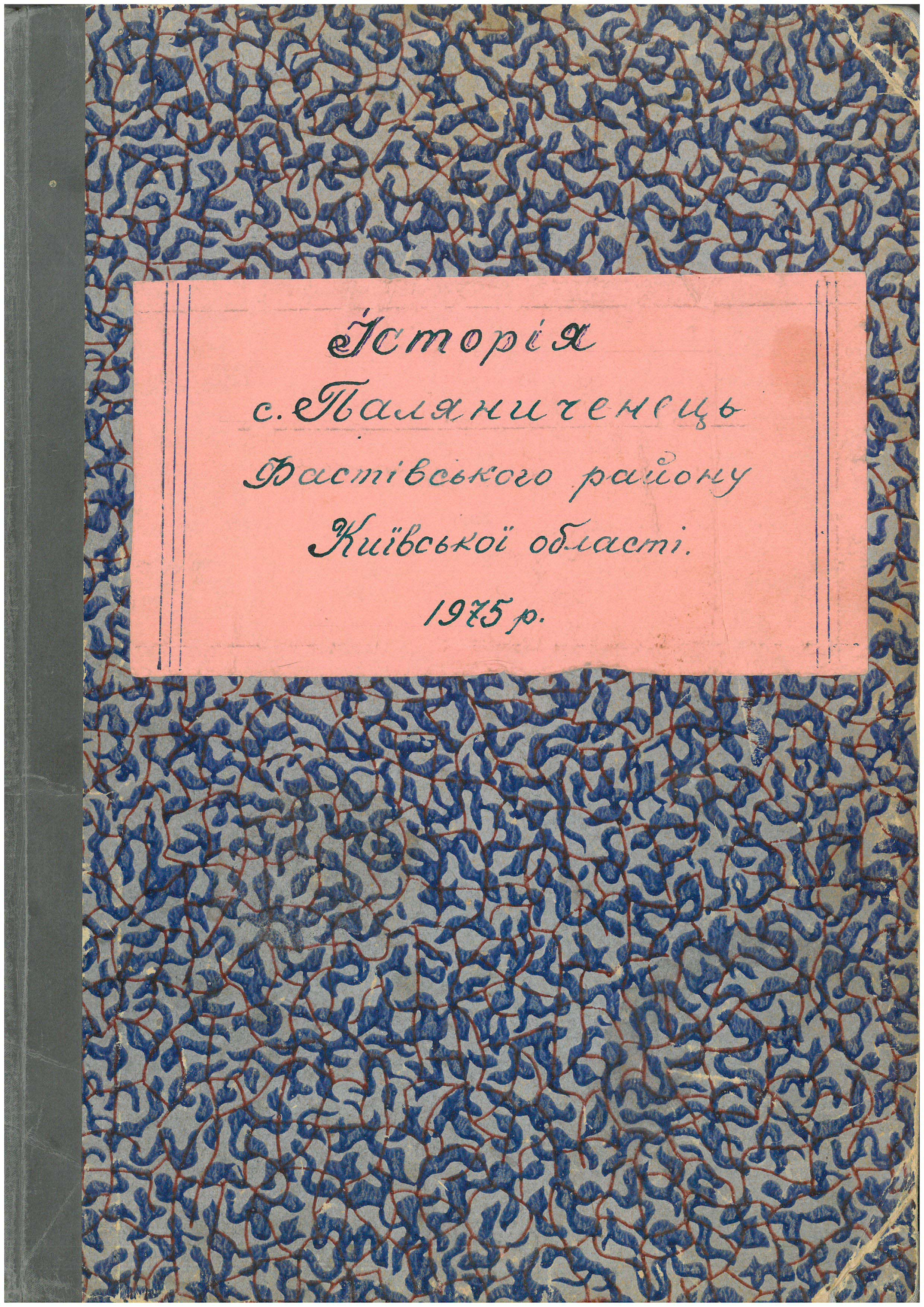
Обкладинка зошита Мирона Васильченка

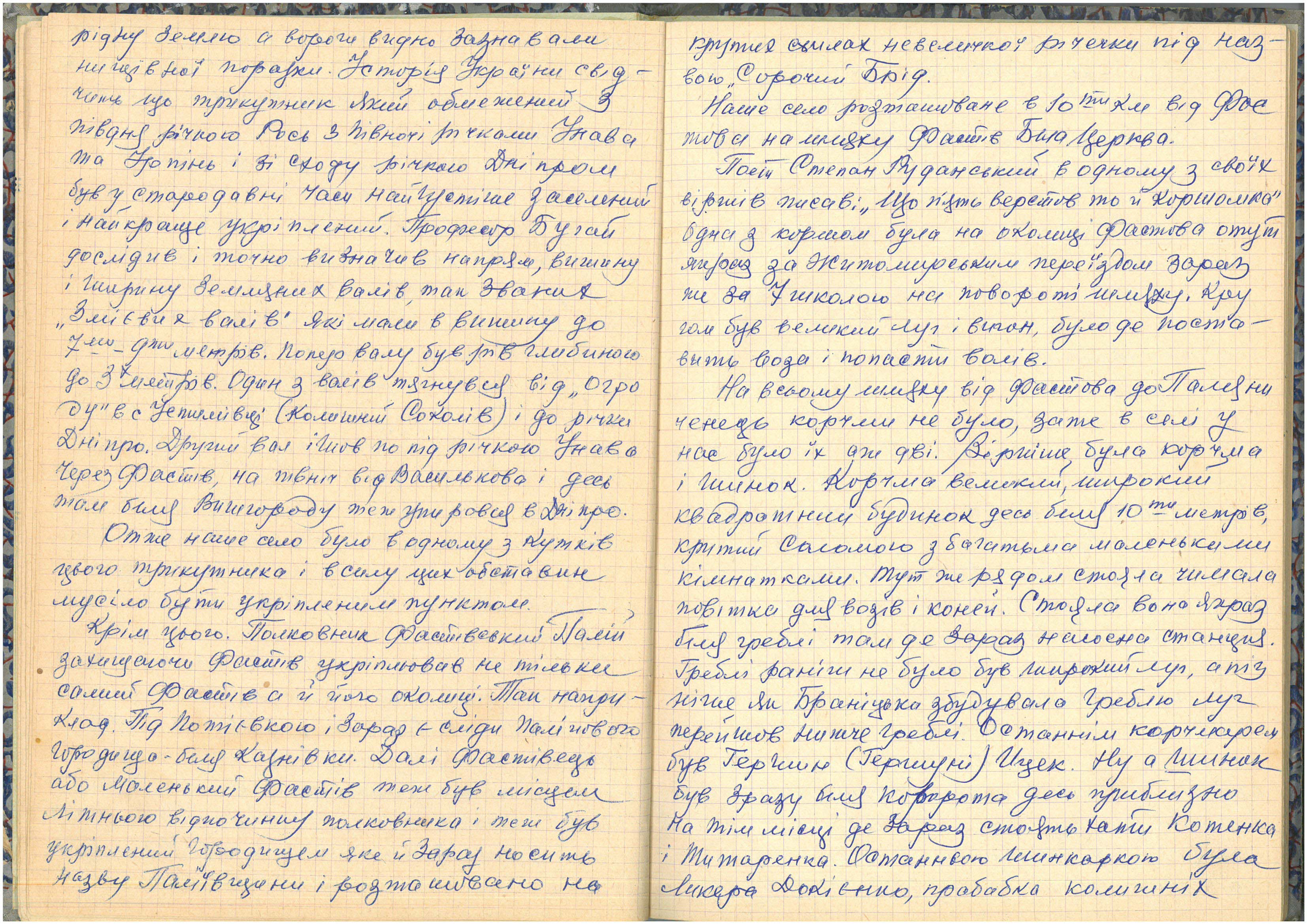
Сторінка зошита Мирона Васильченка

Про село Паляничинці залишив спогади вчитель і директор місцевої школи Мирон Євтухович Васильченко (1898-1984). Це два зошити "Сімейна хроніка" (історія родів Васильченків, Зубченків та ін.) і, власне, нарис "Історія села Паляниченець". Ці спогади збергіаються в приватному архіві його правнучки, Юлії Стахівської, та готуються до друку.

## Сьогодення
У часи незалежності України колишній колгосп розпався, а більшість його земель перейшло до агрофірми «Світанок» народного депутата України Тетяни Володимирівни Засухи.
У селі є гарні клуб і готель, пам'ятники жертвам голодомору (на кладовищі) і воїнам Червоної Армії, які загинули у роки німецько-радянської війни.

## Населення

### Мова
Розподіл населення за рідною мовою за даними перепису 2001 року:
| Мова       | Кількість | Відсоток |
| ---------- | --------- | -------- |
| українська | 675       | 97.54%   |
| російська  | 12        | 1.73%    |
| білоруська | 3         | 0.44%    |
| румунська  | 2         | 0.29%    |
| Усього     | 692       | 100%     |

## Галерея

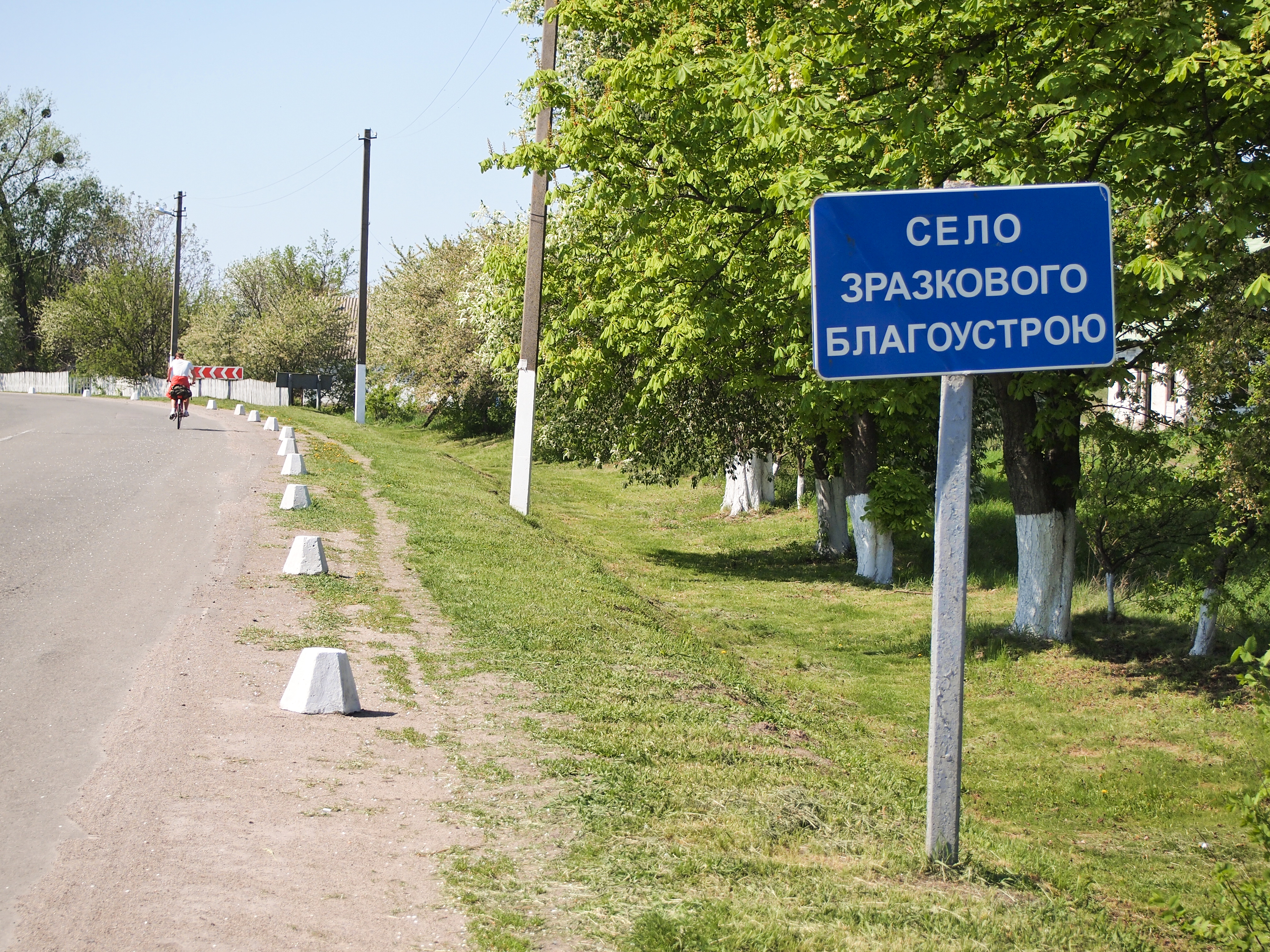
Паляничинці — село зразкового благоустрою
Готель, сільрада та фельдшерський пункт
Клуб
Меморіал ДСВ
Пам'ятник жертвам Голодомору